# Werdenberger Binnenkanal
Der Werdenberger Binnenkanal ist ein zwischen 1882 und 1885 parallel zum linksseitigen Rheindamm erstellter Binnenkanal in der Region Werdenberg im Schweizer Kanton St. Gallen. Er ist je nach Quelle 21,8 oder rund 21 Kilometer lang. Der Kanal entsteht auf einer Höhe von 462 m ü. M. in der Cholau auf dem Gemeindegebiet von Wartau und mündet bei Lienz in den Alpenrhein.

## Funktion
Vor dem Bau des Binnenkanals wies der Rheindamm Öffnungen für jeden Zufluss auf. Bei Hochwasser wurden diese vom Rhein gestaut und überschwemmten, zusammen mit seitlich ausströmendem Rheinwasser, die Talebene. Der geradlinig angelegte Binnenkanal nimmt zwischen Wartau und Lienz sämtliche Seitenbäche auf und leitet die anfallenden Wassermengen bei Lienz in den Rhein. Beim Eintritt in die Rheinebene verbreiterte man das Bett jedes Bergbaches zu einem Schuttsammler, in dem das Geschiebe auf den Grund sinkt, um ein Verstopfen des Binnenkanals zu verhindern.
Der Wasserstand des Werdenberger Binnenkanals wird vom Bundesamt für Umwelt (BAFU) permanent überwacht. Bei Salez wurde zu diesem Zweck eine Messstation eingerichtet, deren aktuelle Messdaten des Wasserstandes auf der Webseite des BAFU abgerufen werden können.
Östlich von Platten (Sennwald) wird der Werdenberger Binnenkanal für wenige hundert Meter parallel zum Rheintaler Binnenkanal geführt. Hier kann mittels Wehranlagen das Wasser je nach Hochwassersituation von einem Kanal in den anderen umgeleitet werden.

## Geschichte

Unten in der Bildmitte, rechts des Rheins der Werdenberger Binnenkanal

Ab dem 16. Jahrhundert verstärkten die hohen Niederschläge der Kleinen Eiszeit die Hochwassergefahr im Rheintal. Überschwemmungen häuften sich 1560–1580, 1762–1770 und 1817–1890. Das Geschiebe erhöhte Flussbett und Grundwasserspiegel. Die Folgen, vor allem die chronische Vernässung von rheinnahem Kulturland, waren im 19. Jahrhundert das Hauptproblem der Rheindörfer und deren Landwirtschaft. Die Hochwasserphasen gaben Anstoss zu Planungen von Gewässerkorrektionen. 1847 unterzeichneten St. Gallen und das Fürstentum Liechtenstein einen Staatsvertrag zur Rheinkorrektur. 1862 bewilligten die eidgenössischen Räte die Übernahme eines Drittels der Baukosten durch den Bund, was die Rheinkorrektion von Ragaz bis Au endlich ermöglichte. Unter Jost Wey entstand 1882 bis 1886 der Werdenberger Binnenkanal. Auf den Kanalnetzen basierten die Meliorationen, beginnend 1885 bis 1887 mit der ersten grossen Flächenmelioration der Schweiz bei Haag.

## Ökologie
Dem ökonomischen Nutzen der lückenlosen Korrektionsmassnahmen in der Talebene des Alpenrheins stehen ein radikaler Landschaftswandel und ökologische Verluste gegenüber, unter anderem das Verschwinden der natürlichen Gewässer und Auen sowie die Entwässerung der Talmoore. 1890 betrug die Fläche der Talmoore 6039 ha, 1999 nur noch 106 ha. Seit 2005 wird der Binnenkanal an verschiedenen Teilstücken – unter Berücksichtigung der Hochwasser-Sicherheit – revitalisiert, um neuen Lebensraum für Fauna und Flora zu schaffen.

## Zuflüsse

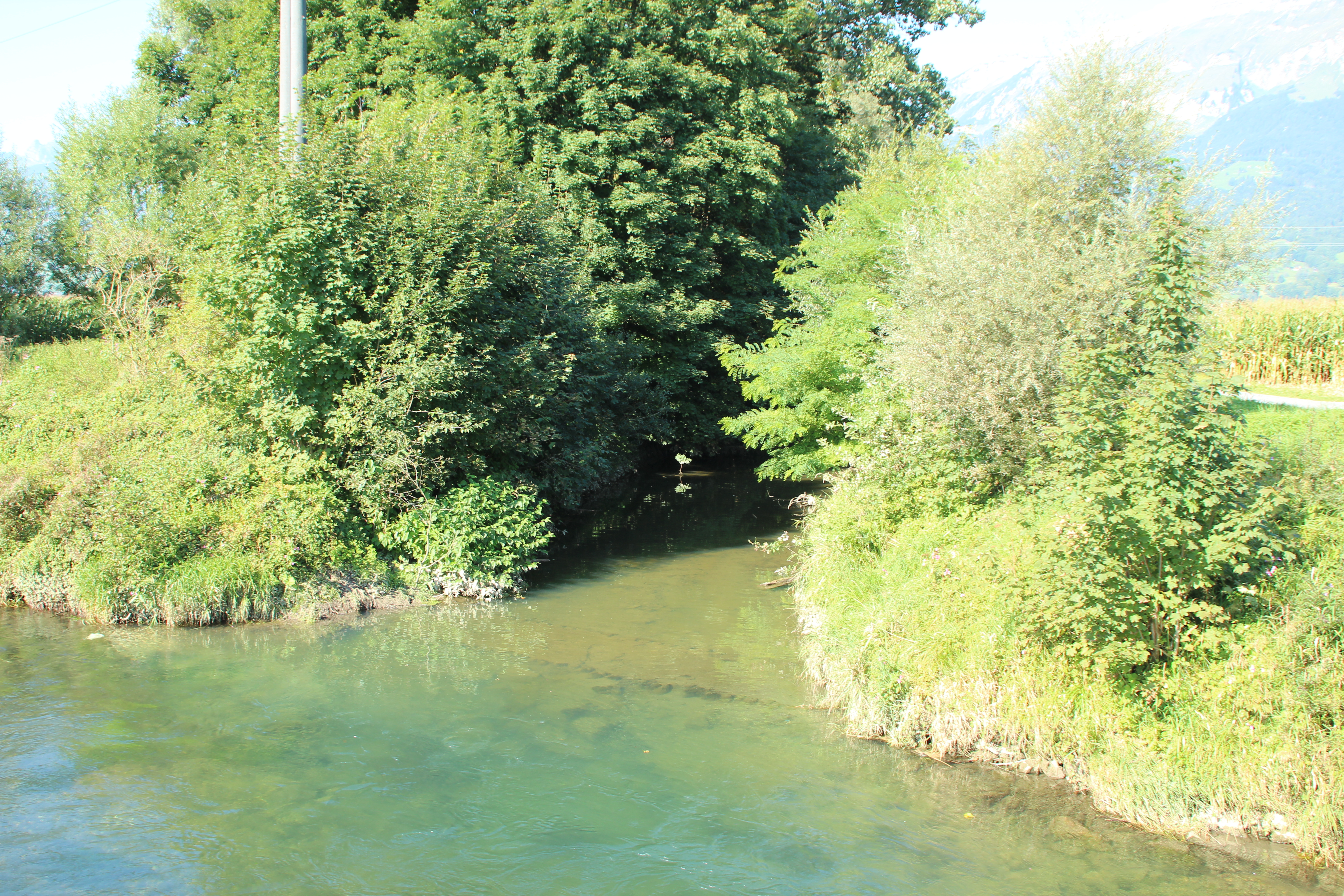
Mündung der Simmi in den Werdenberger Binnenkanal (2012, vor Renaturierung)

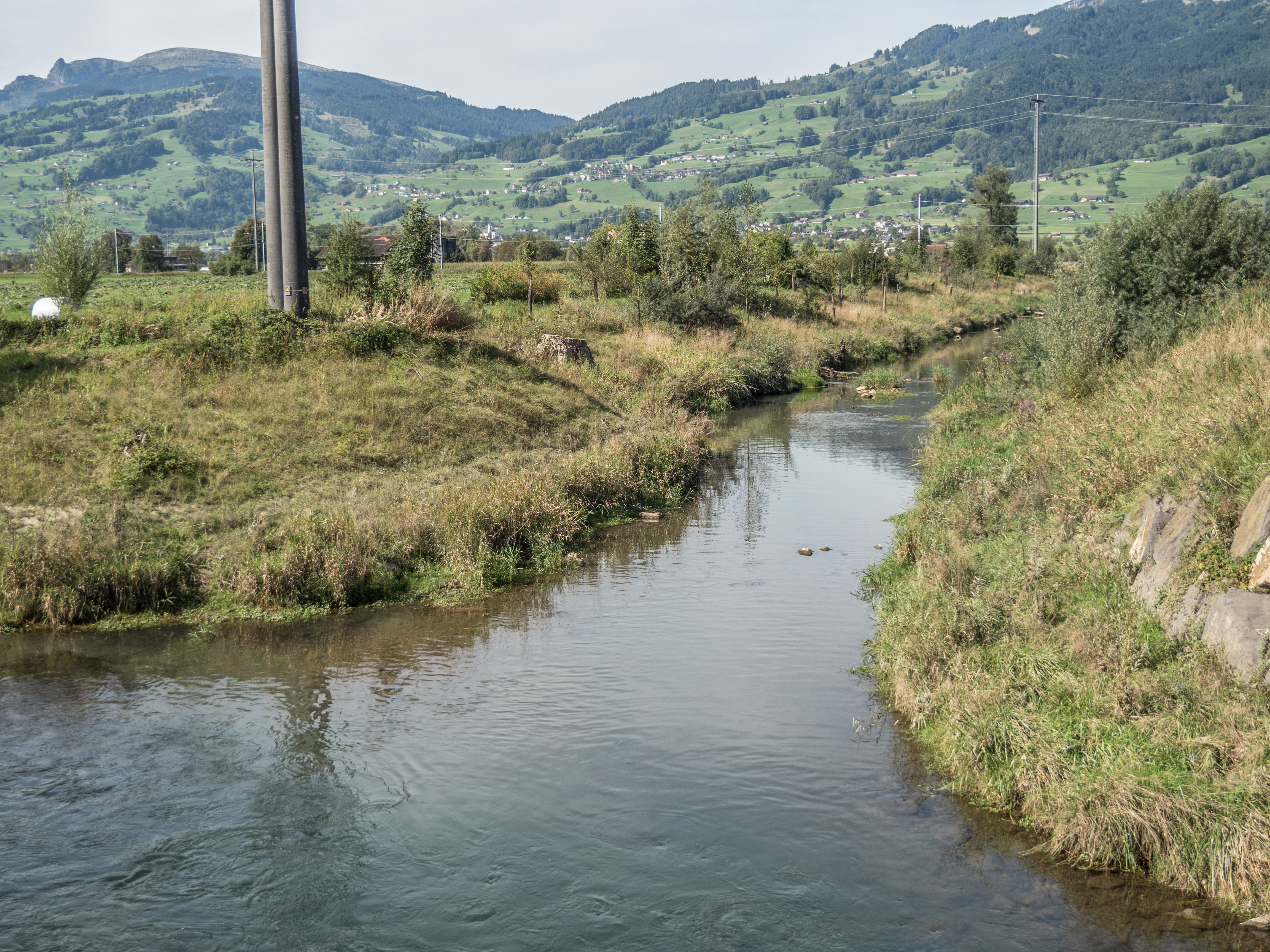
Mündung der Simmi in den Werdenberger Binnenkanal (2023, nach Renaturierung)

Der Werdenberger Binnenkanal nimmt alle ehemaligen linken Zuflüsse zum Rhein zwischen Wartau und Rüthi auf, z. B.:
- Mülbach (Weite), links (7,2 km)
- Sevelerbach, links (7,5 km)
- Giessen, links (3,5 km)
- Grabserbach, links (3,6 km)
- Simmi, links (14,0 km)
- Gasenzenbach, links (6,0 km)
- Mülbach (Sax), links (6,9 km)

## Brücken
Der Kanal wird von rund 30 Brücken überquert.